# ليام فرازير
ليام فرازير هو لاعب كرة قدم كندي في مركز الوسط، ولد في 13 فبراير 1998 في تورونتو في كندا. شارك مع منتخب كندا لكرة القدم. أما مع النوادي، فقد لعب مع Toronto FC II ‏.

## وصلات خارجية
- ليام فرازير على موقع الدوري الأمريكي (الإنجليزية)
- ليام فرازير على موقع قاعدة بيانات كرة القدم.إي يو (الإنجليزية)
- ليام فرازير على موقع ناشيونال فوتبول تيمز (الإنجليزية)
- ليام فرازير على موقع Soccerway.com (الإنجليزية)
- ليام فرازير على موقع عالم كرة القدم.نت (الإنجليزية)